# Мисливські усмішки
«Мисливські усмішки» — збірка творів українського письменника Остапа Вишні. Вважається вершиною розвитку жанру «усмішки», які Максим Рильський назвав «ліричною поезією в прозі».

## Історія створення
Остап Вишня був затятим мисливцем та рибалкою, часто виїжджав у мальовничі місцевості з друзями на полювання. Усі ті спостереження, усе почуте він записував та використовував згодом при написанні «Мисливських усмішок».
«Мисливські усмішки» Остапом Вишнею були написані вже після війни, коли він повернувся зі сталінських таборів. Роботу над збіркою Остап Вишня закінчив у 1956 році незадовго до своєї смерті. Повний же цикл оповідань вийшов 1958 року у видавництві «Держлітвидав».

## Загальні характеристики
«Мисливські усмішки» — це розповідь від першої особи. Вони займають особливе місце в творчості Остапа Вишні. Джерело «Мисливських усмішок» — особистий досвід письменника, розповіді друзів та знайомих, народна сатира і гумор. Вони хоча й «мисливські», але вчать не нищити природу, а навпаки — доглядати за нею, берегти для нащадків. Остап Вишня писав:

| «Любіть, дорогі друзі, охоту, а ще більше природу, бережіть її, охороняйте її» |
Головним персонажем збірки є, одночасно й оповідачем, — мисливець або рибалка, з почуттям гумору, який розповідає цікаві «бувальщини» з мисливського побуту. Як правило, в основі історій лежить такий улюблений засіб народної творчості — художнє перебільшення.
Художні компоненти «Мисливських усмішок»: дотеп, анекдот, іронія, пейзажна лірика, портрет, пісня, авторський ліричний відступ, порівняння, епітети, персоніфікація, гіпербола.

## Зміст збірки
1. «Відкриття охоти»
2. «Як варити і їсти суп із дикої качки» (М. Т. Рильському)[2]
3. «Лисиця»[3]
4. «Заєць»[4]
5. «Ведмідь»[5]
6. «Бекас» (Присвячена Г. I. Косарьову)
7. «Вовк»[6]
8. «Вальдшнеп»[7]
9. «Дика коза» (Ю. В. Шумському)[8]
10. «Дика гуска»[9]
11. «Перепілка»[10]
12. «Лось»[11]
13. «Дрохва»[12]
14. «Дикий кабан, або вепр»[13]
15. «Гагара»[14]
16. «Екіпіровка мисливця»[15]
17. «З крякухою на озері»[16]
18. «Лебідь»[17]
19. «Короп»[18]
20. «Сом»[19]
21. «Щука»[20]
22. «Самі собі шкідники»[21]
23. «Бенгальський тигр»[22]
24. «Епілог»